# Georg Stollenwerk
Georg Stollenwerk (Düren, 1930. december 19. – Köln, 2014. május 1.) nyugatnémet válogatott német labdarúgó, hátvéd, majd edző.

## Pályafutása

### Klubcsapatban
1950 és 1953 között az SG Düren 99 csapatában játszott. 1953 és 1966 között az 1. FC Köln meghatározó játékosa volt. Tagja volt az 1962-ben nyugatnémet bajnoki címet nyert együttesnek.

### A válogatottban
1951 és 1960 között 23 alkalommal szerepelt a nyugatnémet válogatottban és két gólt szerzett. Tagja volt az 1952-es nyári olimpiai játékokon Helsinkiben és az 1958-as világbajnokságon negyedik helyezést elért csapatnak. A svédországi világbajnoksági minden mérkőzésén pályára lépett.

### Edzőként
1969-ben az Alemannia Aachen, 1975-76-ban az 1. FC Köln vezetőedzője volt.

## Sikerei, díjai
NSZK
- Olimpiai játékok
  - 4.: 1952, Helsinki
- Világbajnokság
  - 4.: 1958, Svédország

 1. FC Köln
- Nyugatnémet bajnokság (Bundesliga)
  - bajnok: 1962
  - 2.: 1960
- Nyugatnémet kupa (DFB Pokal)
  - döntős: 1954